# Tapora
Tapora est une localité de la péninsule d'Okahukura, sur le côté est du mouillage de Kaipara Harbour (en) dans l'île du Nord de la Nouvelle-Zélande.

## Situation
C'est une partie du district de Rodney.
La ville de Wellsford siège à l'est,.

## Histoire Initiale
L'histoire initiale des Maoris raconte comment la berge ouest de la péninsule d’Okahukura autrefois s'étendait jusqu'à l'entrée du mouillage de "Kaipara Harbour" sous forme de dunes avec deux chenaux la reliant au mouillage au lieu d'un seul actuellement.
Cette portion de terre, qui était plus ou moins constituée de sable, était connue sous le nom de «Tapora», et était habitée par les Maoris.
Des tempêtes importantes, causèrent graduellement le déplacement des dunes au loin, permettant à la mer de s'accrocher, ne laissant qu'une bande de sable étroite dans le mouillage où il y avait précédemment un habitat avec un large temple à l'emplacement de la dune initiale.
Pendant 10 générations, les terres d'Okahukura restèrent la possession des Ngati Whatua (en).
Pendant plus de 10 ans après que le Gouvernement ait acheté les terres environnantes connues sous le nom d'Albertland, la péninsule resta occupée par la tribu des Ngati Whatua.
Vers les années 1876, T. E. FitzGerald (en) acheta les terrains aux Ngati Whatua, qui comprenaient la "pointe d'Okahukura" et une surface de 24 000 acres (97,12455408 km2) de terres.
FitzGerald construisit les bâtiments de sa première ferme aux alentours de l'année 1880 sur la crête dominant le fleuve  Oruawharo.
Il construisit aussi là une jetée pour permettre aux petits bateaux d'accéder quand la marée était suffisamment haute, mais il y avait aussi un point d'accostage principal en eau plus profonde quelle que soit la marée.
Du fait du grand nombre des arbres de type kauri , FitzGerald loua les droits sur ses terres aux chercheurs de gomme de kauri (en).
Mais, compte-tenu de son âge élevé, FitzGerald se retira et termina ainsi ses 20 dernières années d'occupation du secteur de "Okahukura".
À la suite de la retraite de FitzGerald, A. H. Walker loua les terrains pour 2,5 ans et transforma profondément le paysage en clôturant et en semant de l’herbe.
T.C. Williams loua ensuite les terres avec W. Williams, entreprenant des aménagements et pendant les 10 années suivantes,Williams et ses ouvriers, passèrent de nombreux jours à couper et brûler le bush pour permettre l'ensemencement de prairies, alors que l'ouverture des champs d'extraction de la gomme et les entrepôts étaient installés dans l'ancienne ferme de FitzGerald.
Au cours des années 1910, Williams était dans le processus de transfert de la gestion du bloc à C. Kemp, quand accidentellement il se tua lui-même d'un coup de fusil.
Kemp reprit en main la gestion de "Okahukura", continuant le développement des clôtures.
Vers la fin de l'année 1910, "Okahukura" fut vendu à Mrs Bowron et Smith de Christchurch. Kemp était toujours gestionnaire de la propriété d'Okahukura et la divisa en parcelles, vendant les sections à d'autres et développant des routes d'accès dans les nouvelles sections ainsi que les communications grâce aux lignes de téléphone.
Le terrain changea de propriétaires de nombreuses fois entre la première et la deuxième guerre mondiale.

## Histoire récente
Durant la seconde guerre mondiale, 2 unités des 'United States Marines' installèrent un camp sur le terrain dénommé «the run» (ou «Sea View») et utilisèrent la plus grande partie de la surface pour des pratiques de tirs.
En avril 1945,le gouvernement de la Nouvelle-Zélande reprit ensuite Okahukura pour l'utiliser pour les installations de réhabilitation des soldats revenant des combats.
Le nom de «Okahukura» fut alors changé en «Tapora»  pour éviter la confusion avec un autre lieu nommé «Okahukura» ailleurs dans la Nouvelle-Zélande.
Le ministère des terres et l'Association du Service des Retours scellèrent un pacte pour développer la "Péninsule d'Okahukura" pour les hommes revenant du service à travers un vote officiel.
Une communauté appelée «Tapora» fut planifiée avec un magasin, une école, une église et des maisons ouvrières mais seuls l'école et quelques maisons furent construites .
Le scrutin pour la Returned Services Association (en) fut créé en 1947 et Tapora redevint un village de fermes d’élevage laitier.

## Activité économique
Tapora est maintenant une communauté florissante avec des fermiers de production laitière, une école primaire, un hall communautaire et un terrain de golf .

## Éducation
L’école de Tapora est une école mixte assurant tout le primaire, allant des années 1 à 8, avec un  taux de décile de 5 et un effectif de 13 élèves.